# Kijanówka
Kijanówka (ukr. Киянівка) – wieś na Ukrainie, w obwodzie winnickim, w rejonie żmeryńskim.
We wsi znajduje się przystanek kolejowy Kyjaniwka, położony na linii Żmerynka – Mohylów Podolski.

## Historia
W XIX i w początkach XX w. położona była w Rosji, w guberni podolskiej, w powiecie mohylowskim, gminie Tereszki. Była wówczas własnością Sidrockich. Po I wojnie światowej w Związku Sowieckim. Od 1991 na niepodległej Ukrainie. Do 2020 w rejonie barskim.